# Gitarama
Muhanga of Gitarama is een stad in Rwanda met ongeveer 50.000 inwoners. De stad ligt ongeveer 45 kilometer ten zuidwesten van de hoofdstad Kigali en is de hoofdstad van het district Gitarama. Voor de hervormingen van 2006 was Gitarama de hoofdstad van de gelijknamige provincie, maar sindsdien is deze met de voormalige provincies Butare en Gikongoro samengevoegd tot de provincie Sud.
Muhanga is de hoofdstad van het district Muhanga. Door de ligging aan de weg van Kigali-Huye en Kigali-Karongi is Muhanga een van de belangrijkste knooppunten naar het westen en het zuiden van het land.

## Geschiedenis
In 1959 brak in Rwanda sociale onrust uit nadat Hutu-politicus Dominique Mbonyumutwa nabij Muhanga mishandeld was door monarchisten. Geruchten dat hij zou zijn overleden verspreidden zich snel en dit leidde tot de Rwandese Revolutie (1959-1962), waarin honderdduizenden Tutsi het land ontvluchtten en Rwanda veranderde van een Tutsi-monarchie naar een republiek geleid door voornamelijk Hutu's.
Tijdens de Rwandese Genocide in 1994 was de stad tijdelijk de locatie van het parlement van Rwanda.

## Stadsbeeld
Muhanga's centrum is gelegen langs de RN1, de nationale weg van Kigali naar Huye. De stad heeft onder andere een centrale markt, een taxipark en een voetbalstadion.
Grenzend aan Muhanga ligt het stadje Kabgayi, waar sinds 1905 de kathedraal van Kabgayi staat. Dit is de oudste kathedraal van het land en mede hierom is Kabgayi het katholieke centrum van het land, met een bijbehorend ziekenhuis en seminarie. Op dit seminarie hebben veel hoogstaande Rwandezen hun onderwijs genoten, waaronder voormalige presidenten Grégoire Kayibanda en Juvénal Habyarimana.

## Geboren
- Paul Kagame (1957), president van Rwanda (2000-heden)